# Cristo de Tacoronte
El Santíssim Cristo de los Dolores y Agonía (més conegut com a Santíssim Cristo de Tacoronte), és una escultura que representa Jesucrist abraçant la creu, que es venera al Santuario del Cristo de Tacoronte, al municipi de Tacoronte (illa de Tenerife, Canàries, Espanya). El Crist és el sant patró de Tacoronte.
L'escultura va ser creada per Domingo de Rioja, i és una de les imatges religioses més venerades de les Illes Canàries i la segona imatge de Jesús més venerada a l'arxipèlag després del Santíssim Cristo de La Laguna. L'estàtua va arribar a Tenerife des de Madrid el 1661, va ser portat a l'illa per Tomás de Castro Perera. L'estàtua representa un home nu que abraça la creu, sagnant abundantment, amb un crani i una serp als seus peus. En un primer moment, l'escultura no va ser del grat de la Santa Inquisició, ja que no s'ajustava a l'episodi bíblic de la passió de Crist. Més tard va ser acceptada com a imatge de culte en entendre que el seu inconografía era incomplatible amb la devoció catòlica.
Les festes en honor del Crist se celebra al mes de setembre, el dia principal és el 14 de setembre (dia de l'Exaltació de la Santa Creu). Una altra data important és la vuitena del Crist, que al seu torn se celebra el diumenge següent, amb una processó i amb la participació de persones venedas d'arreu de l'illa de Tenerife, i també de la resta de les Illes Canàries. El Crist també surt en processó per Setmana Santa, la nit del Diumenge de Rams al costat de la Verge dels Dolors i el matí del Diumenge de Resurrecció en solitari.